# Хочу вашего мужа
Хочу вашего мужа — кинокомедия, снятая режиссёром Сергеем Никоненко по пьесе Михаила Задорнова «Последняя попытка». В фильме участвуют только 3 актёра, из них — автор сценария — Михаил Задорнов, исполнивший роль неверного мужа, Екатерина Воронина и Анна Дубровская.
По этому же сюжету в 2003 году в Латвии был снят фильм «Куплю вашего мужа» («Pērku jūsu vīru!», режиссёр Янис Цимерманис).

## Сюжет
Елена готовилась к встрече 20-летия совместной жизни с мужем. Однако внезапно к ней является молодая девушка Оксана, которая говорит, что она уже два года является его любовницей, всячески хвалит его и, в конце концов, выражает желание купить мужа за 20 000 долларов. Лена ошарашена данным предложением, но сохраняет спокойствие. В беседе Оксана оказывается юной, наивной, доверчивой, предлагает Лене возможных мужей, заботясь о её будущем, успокаивая, что продаст свою квартиру за 20 000 долларов и деньги отдаст Лене за моральный ущерб, а сама будет жить с мужем у своей тёти в «очень маленькой комнате».
Вернувшись домой поздно вечером, муж Андрей застаёт Лену и Оксану уже слегка пьяными. Не давая им знать, что он дома, он звонит другу Володе, докладывает тому ситуацию и просит помочь. Увидев, что Лена и Оксана готовятся выйти из кухни, Андрей прощается с другом и прячется. Однако женщины замечают Андрея, и тот начинает возмущаться сложившейся ситуацией, а затем изображает обморок. Женщины успокаивают его и объясняют ситуацию. Андрей ошарашен, он пытается сбавить цену, рассказывая, насколько он плох. Однако жена непреклонна в своем желании продать его. Возникает небольшой скандал, в результате которого Оксана разочаровывается в Андрее и уходит. Жена тоже разочаровывается, и хлопает дверью. Оставшись один, Андрей снова звонит Володе, произносит лирико-сатирический монолог, попутно вешаясь. Услышав, что Володя во время речи заснул, Андрей уже готов повеситься. Но тут возвращается Лена, ругая плохое движение транспорта. В финале она успокаивает плачущего Андрея, говоря, что на свете много девушек и они найдут ещё такую, которая будет готова дать за Андрея и побольше.

## В ролях
- Михаил Задорнов — Андрей, муж
- Екатерина Воронина — Елена, жена
- Анна Дубровская — Оксана, любовница